# Solana de la Cornassa
La Solana de la Cornassa és una solana del terme municipal de Castell de Mur, dins de l'antic terme de Mur, al Pallars Jussà. És en territori del poble del Meüll.
És al sud del Meüll, al sud-est de Sellamana i a prop i al nord-est de Casa Farmicó, a la dreta de la llau de Farmicó. El Camí de Sellamana discorre tot al llarg del seu vessant sud-est.